# Interpretador
Interpretadores são programas de computador que leem um código fonte de uma linguagem de programação interpretada e o converte em código executável. Seu funcionamento pode variar de acordo com a implementação. Em alguns casos, o interpretador lê o código fonte linha a linha e o converte em código objeto (ou bytecode) à medida que o executa, em outros casos, converte o código fonte por inteiro e depois o executa.
Na verdade, em princípio, pode-se implementar compiladores e interpretadores para qualquer linguagem de programação. Mas, dependendo da necessidade, pode ser melhor criar um interpretador ou um compilador.

## Exemplos de linguagens de programação interpretada
- BASIC
- Bash
- Perl
- PHP
- Python
- Euphoria
- Forth
- JavaScript
- Logo
- Lisp
- Lua
- MUMPS
- Ruby
- Haskell
- Progress 4GL